# Yuri Solcà
Yuri Solcà (Vacallo, 29 agosto 2000) è un cestista svizzero.

## Palmarès
- Campionato svizzero: 3

Fribourg Olympic: 2020-21, 2021-22, 2022-23
- Coppa di Svizzera: 2

Fribourg Olympic: 2022, 2023
- Supercoppa di Svizzera: 3

Fribourg Olympic: 2021, 2022
Massagno: 2023